# Torneio Leonino Caiado de Futebol
O Torneio Leonino Caiado foi uma competição amistosa interestadual de futebol disputada na cidade de Goiânia em 1971, 1973 e 1975.
A edição de 1975 foi um Torneio Internacional também chamado de Torneio Quadrangular Internacional de Goiás contou com uma Seleção do Interior da Argentina

## Títulos

### Por equipe
|  | Campeões da competição. |

| Clube               | Títulos  | Vices          | 3º lugar | 4º lugar |
| ------------------- | -------- | -------------- | -------- | -------- |
| Goiânia             | 1 (1971) | 0              | 1 (1973) | 0        |
| Vila Nova           | 1 (1973) | 0              | 0        | 1 (1971) |
| Flamengo            | 1 (1975) | 0              | 0        | 0        |
| Vasco da Gama       | 0        | 2 (1971, 1973) | 0        | 0        |
| Atlético Goianiense | 0        | 0              | 1 (1971) | 1 (1973) |
| Argentina           | 0        | 0              | 1 (1975) | 0        |
| Goiás               | 0        | 0              | 0        | 1 (1975) |